# Абашин, Виктор Фёдорович
Ви́ктор Фёдорович Аба́шин (1864 — 1919) — русский живописец, график, театральный художник.
Художественного образования не имел. Жил и работал в Новочеркасске. Входил в круг профессиональных художников города, тесно общался с известным новочеркасским художником И. И. Крыловым, учившимся вместе с Н. Н. Дубовским в Академии художеств в Санкт-Петербурге.
Преимущественно писал в жанрах пейзажа и натюрморта. Предпочитал писать донские овощи и фрукты, передавая при этом ощутимо иллюзорно их материальность. Однако композиции натюрмортов были просты и бесхитростны, с симметричной компоновкой изображаемых предметов. Больше достижений художник имел в пейзажной живописи, где решал сложные профессиональные задачи как в композиционно образном, так и в колористическом отношении.
Был членом «Кружка донских художников», основанного в 1893 году. До 1913 года включительно регулярно участвовал в выставках этого объединения вместе с Дубовским, Крыловым и другими новочеркасскими и ростовскими художниками. В 1911—1912 гг. экспонировал свои произведения на выставках Ростово-Нахичеванского общества изящных искусств, где экспонировал ряд пейзажей, среди которых: «Берег у Ялты», «Рожь поспевает», «В Старочеркасске», «Стоянка на лугу» и другие. О художественных достоинствах картин судить сложно, так как большинство работ не сохранилось, либо находятся в частных коллекциях.
Три работы хранятся в Новочеркасском музее истории донского казачества, по одной картине находится в Ростовском областном музее изобразительных искусств и Старочеркасском историко-архитектурном музее-заповеднике. Также произведения имеют Ростовский краеведческий музей, Раздорский этнографический музей-заповедник, другие музеи. Ряд картин находятся в российских и зарубежных частных собраниях.

## Галерея

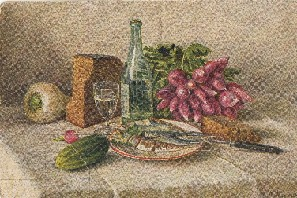
Натюрморт с водкой. Начало XX века.
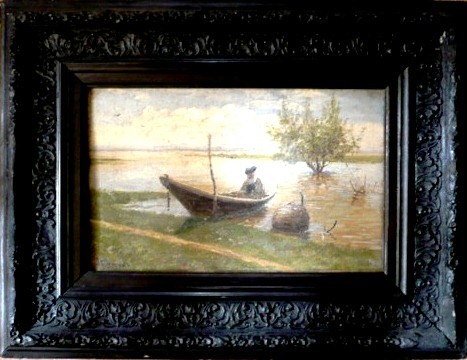
Рыбак. 1900—1917.
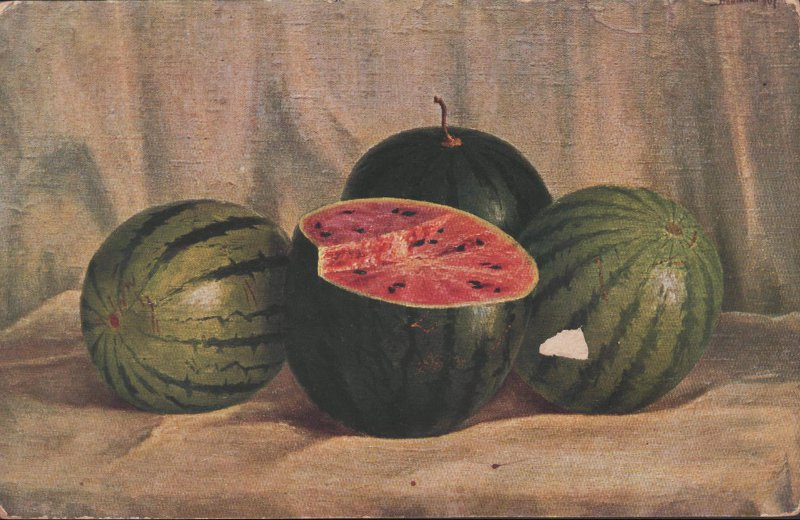
Четыре арбуза. 1904—1917.
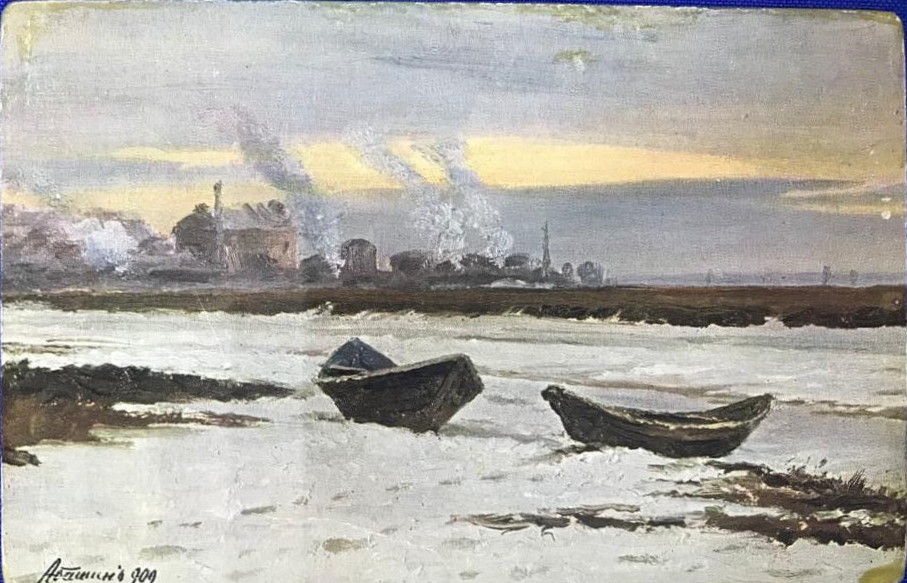
Зимнее утро. 1909.
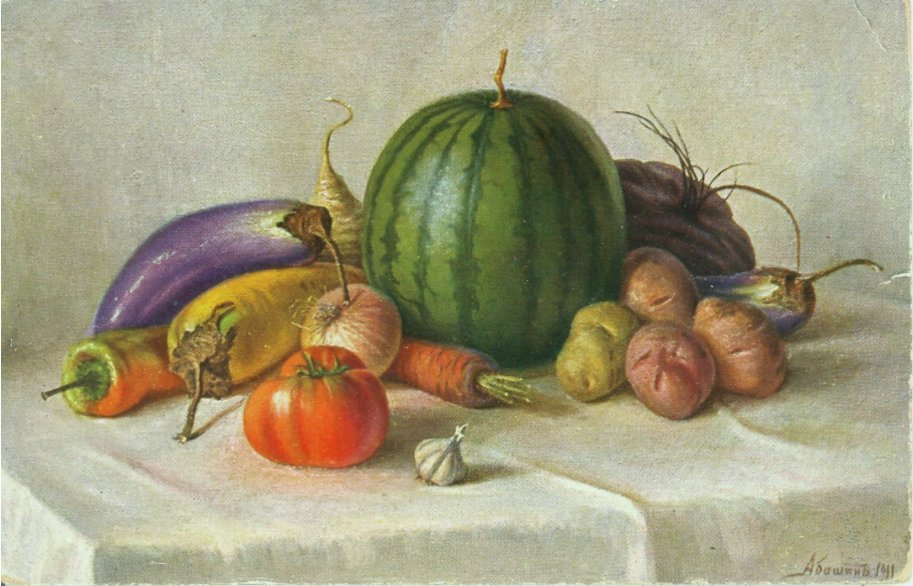
Натюрморт. 1913—1914.
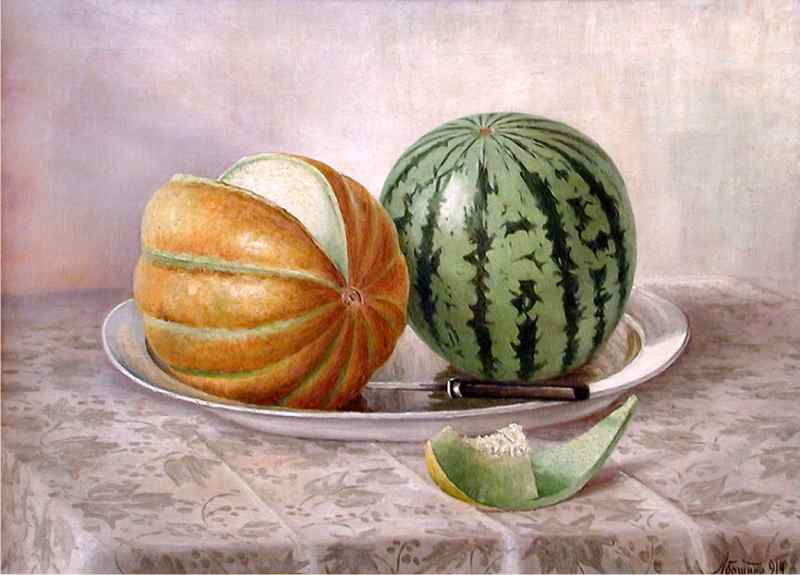
Натюрморт с дыней и арбузом. 1914.